# Kimaradt Szó
Kimaradt Szó : fiatal költők antológiája (1979). Összeállította Ágoston Vilmos. Egy új költő-nemzedék jelentkezése formabontással és képverssel, a valóság ironikus tagadásával, neoavantgárd módra szürreális és abszurd-groteszk kísérletezésekkel.
Versekkel szerepeltek (a közlés sorrendjében): Cselényi Béla, Bréda Ferenc, Balázs F. Attila, Bíró László Ferenc, Hunyadi Mátyás, Ferencz Imre, Visky András, Vass Levente, Mánya Zita, S. István János, Kőrössi P. József, Adonyi Nagy Mária, Gagyi József, Veress Gerzson, Pethő László, Palotás Dezső, Sütő István, Zudor János, Beke Mihály András, Horváth Levente.